# Sega Superstars Tennis
Sega Superstars Tennis ist eine Videospiel-Sportsimulation, die von Sumo Digital sowie Feral Interactive entwickelt und von Sega im März 2008 in Nordamerika und Europa für PlayStation 2, PlayStation 3, Xbox 360, Wii und Nintendo DS veröffentlicht wurde. Das Spiel ist bis auf die weltweite Veröffentlichung für macOS am 17. Oktober 2013 nicht auf dem japanischen Markt für die vorangegangenen Systeme erschienen.
In diesem Spiel treten 16 Videospielcharaktere verschiedener Sega-Spieleserien mit unterschiedlichen Fähigkeiten in Tennismatches auf zehn Tennisplätzen, die ebenfalls auf Sega-Spieleserien basieren, gegeneinander an.
Es ist der Nachfolger von Sega Superstars (2004) und der Vorgänger von Sonic & Sega All-Stars Racing (2010).

## Gameplay
In Sega Superstars Tennis bestreiten die verschiedenen Sega-Videospielfiguren, die über verschiedene Klassen, Attribute und Werte verfügen, Tennismatches auf insgesamt zehn entweder normalen Tennisplätzen oder an Orten verschiedener Sega-Videospiele. Der Spieler kann den Charakter über das Spielfeld bewegen, den Ball mit dem Tennisschläger zurückschlagen und dabei auch kräftigere Schläge oder Stoppbälle ausführen. Sobald die entsprechende Leiste gefüllt wurde, kann der gewählte Spielcharakter einen vorübergehenden Superstar State einnehmen, der dem Spieler ermöglicht, mit stärkeren, schnelleren oder unberechenbareren Bällen, die Chancen auf ein Sieg zu erhöhen. So verwandelt sich beispielsweise Sonic zu Super Sonic und seine geschlagenen Bälle fliegen im Zick-Zack-Flug auf den Gegner zu.
Grundsätzlich werden die Aktionen mit Knopfbetätigungen ausgeführt. In der Wii-Version des Spiels kann man jedoch aus drei verschiedenen Steuerungsmöglichkeiten wählen: Komplett unter Verwendung der Bewegungssteuerung, um damit vor der Konsole reale Bewegungen auszuführen, durch das Querhalten der Wii-Fernbedienung oder in Kombination mit einem zusätzlichen Nunchuk-Controller. Auch in der Version für den Nintendo DS sind mehrere Steuerungsoptionen möglich, indem man die Spielfigur entweder mit dem Stylus auf dem Touchscreen oder dem Steuerkreuz über das Spielfeld bewegt. Im Gegenzug verfügen nur die Versionen für PlayStation 3 und Xbox 360 über einen Online-Modus, in dem man sich mit Spielern aus aller Welt messen konnte.
Diese Spielmodi, spielbar als Einzelspieler oder als Mehrspieler, sind in Sega Superstars Tennis enthalten:
- Superstar Mode: Mit vorgegebenen Charakteren und Plätzen tritt man in verschiedenen Missionen an, die Turniere oder Exhibition Matches umfassen können. Mit dem Lösen dieser Missionen schaltet man für das Spiel weitere Charaktere, Plätze oder Soundtracks frei.
- Exhibition Mode: In diesem Modus tritt man gegen einen Gegenspieler vor einem Publikum in einem Tennisspiel an, welches gespielt wird, bis ein Sieger feststeht.
- Tournament Mode: Der Turniermodus lässt den Spieler gegen mehrere, unterschiedliche und zufällig gewählte Gegenspieler an unterschiedlichen Spielorten gegeneinander antreten. Wer sich den Weg bis zum Finale erkämpft und dort den Sieg davonträgt, hat das Turnier gewonnen.
- Minispiele: Das Spiel verfügt über acht kleine Minispiele, basierend auf die Sega-Spieleserien Sonic the Hedgehog, Super Monkey Ball, Puyo Puyo, Jet Set Radio, Space Harrier, Virtua Cop, ChuChu Rocket! und The House of the Dead, in denen beispielsweise reihenweise Gegner, Ringe oder Bananen mit Tennisbällen getroffen werden sollen.

## Charaktere
In Sega Superstars Tennis sind bis zu 16 Charaktere spielbar, die über eine der Klassen Speed, Power, Spin, All Round oder Control verfügen. Zu Beginn sind nur Sonic, Tails, Dr. Eggman, AiAi, NiGHTS, Ulala, Beat und Amigo auswählbar, die übrigen acht Charaktere müssen im Superstar Mode des Spiels über bestimmte Missionen freigeschaltet werden. Alex Kidd und Gilius Thunderhead sind in diesem Spiel zum ersten Mal mit 3D-Modellen zu sehen gewesen, zudem war es das erste Mal seit 18 Jahren, dass Alex Kidd spielbar war, zuletzt in Alex Kidd in Shinobi World (1990).
| Spielbare Charaktere in Sega Superstars Tennis | Spielbare Charaktere in Sega Superstars Tennis | Spielbare Charaktere in Sega Superstars Tennis | Spielbare Charaktere in Sega Superstars Tennis |
| Charakter                                      | Spieleserie                                    | Klasse                                         | Superstar State                                |
| ---------------------------------------------- | ---------------------------------------------- | ---------------------------------------------- | ---------------------------------------------- |
| Sonic the Hedgehog                             | Sonic the Hedgehog                             | Speed                                          | Super Sonic                                    |
| Miles Tails Prower                             | Sonic the Hedgehog                             | Spin                                           | Whirlwind                                      |
| Amy Rose                                       | Sonic the Hedgehog                             | All Round                                      | Lover Heart Stun                               |
| Dr. Eggman                                     | Sonic the Hedgehog                             | Power                                          | Electric Spike Ball                            |
| Shadow the Hedgehog                            | Sonic the Hedgehog                             | Speed                                          | Super Shadow                                   |
| AiAi                                           | Super Monkey Ball                              | Spin                                           | Banana Blitz                                   |
| MeeMee                                         | Super Monkey Ball                              | Spin                                           | Flower Power                                   |
| NiGHTS                                         | Nights into Dreams …                           | All Round                                      | Nightopian                                     |
| Reala                                          | Nights into Dreams …                           | All Round                                      | Nightmare                                      |
| Ulala                                          | Space Channel 5                                | Control                                        | Morolian Invasion                              |
| Pudding                                        | Space Channel 5                                | Control                                        | Guitar Showdown                                |
| Beat                                           | Jet Set Radio                                  | Speed                                          | Graffiti Floor                                 |
| Gum                                            | Jet Set Radio                                  | Speed                                          | Police                                         |
| Amigo                                          | Samba de Amigo                                 | Power                                          | Maraca Madness                                 |
| Alex Kidd                                      | Alex Kidd                                      | Control                                        | Rock, Paper, Scissors                          |
| Gilius Thunderhead                             | Golden Axe                                     | Power                                          | Golden Hit                                     |

## Tennisplätze
Die Tennisplätze in Sega Superstars Tennis basieren auf verschiedene Sega-Spielserien, darunter auch auf solche, von denen keine Charaktere spielbar sind. Sie alle beinhalten Nebencharaktere und Easter Eggs, so sind beispielsweise auf Sonics Green Hill Zone die Figuren Knuckles the Echidna, Big the Cat, Silver the Hedgehog, Blaze the Cat und Chao zu sehen, während die Scrap Brain Zone Metal Sonic, Egg Gunner und den Endboss Egg Crusher des ersten Sonic-Spiels zeigt. Auch verfügt jeder Tennisplatz über mehrere Soundtracks: Die Green Hill Zone zum Beispiel spielt neben ihrem eigenen Theme auch Seaside Hill und Ocean Palace von Sonic Heroes (2003) ab, von dem auch die Soundtracks von Bullet Station, Egg Fleet und Final Fortress stammen, die zusätzlich beim Tennisplatz der Scrap Brain Zone ertönen können.
| Tennisplätze in Sega Superstars Tennis | Tennisplätze in Sega Superstars Tennis |
| Tennisplatz                            | Spieleserie                            |
| -------------------------------------- | -------------------------------------- |
| Green Hill Zone                        | Sonic the Hedgehog                     |
| Scrap Brain Zone                       | Sonic the Hedgehog                     |
| Super Monkey Ball                      | Super Monkey Ball                      |
| Splash Garden                          | Nights into Dreams …                   |
| Space Port 9                           | Space Channel 5                        |
| Shiubuya DownTown                      | Jet Set Radio                          |
| Carnival Park                          | Samba de Amigo                         |
| Carrier Zone                           | After Burner                           |
| Coconut Beach                          | Out Run                                |
| Curien Mansion                         | The House of the Dead                  |

## Synchronisation
Für Sega Superstars Tennis wurden ausschließlich Sprachaufnahmen der Synchronsprecher von früheren Sega-Spielen wiederverwendet.
| Synchronsprecher in Sega Superstars Tennis | Synchronsprecher in Sega Superstars Tennis |
| Figur im Spiel                             | Englischer Synchronsprecher                |
| ------------------------------------------ | ------------------------------------------ |
| Sonic the Hedgehog                         | Jason Anthony Griffith                     |
| Shadow the Hedgehog                        | Jason Anthony Griffith                     |
| Miles Tails Prower                         | Amy Palant                                 |
| Amy Rose                                   | Lisa Ortiz                                 |
| Dr. Eggman                                 | Mike Pollock                               |
| AiAi                                       | Kaoru Morota                               |
| MeeMee                                     | Konami Yoshida                             |
| Nights                                     | Julissa Aquirre                            |
| Reala                                      | Casey Robertson                            |
| Ulala                                      | Apollo Smile                               |
| Pudding                                    | Sumalee Montano                            |

## Rezeption
Sega Superstars Tennis erhielt gemischte Wertungen für alle Systeme und Versionen. Oftmals wurden Fanservice, Detailgrad und Mehrspielerspaß gelobt. Kritik gab es für das auf Dauer eintönige Gameplay und den unausgereiften Online-Modus.

„Am Anfang war ich irritiert: Wo sind bei Sega Superstars Tennis die Schlagvarianten abgeblieben? Schließlich hätten abgesehen vom Wii alle Controller mehr als genug Knöpfe dafür... Nach kurzer Eingewöhnung gefällt mir die Variante mit den Buttoncombos aber sehr gut, gefühlvolle Stoppbälle klappen wirklich prima. Auch sonst hält der Sportspaß, was er verspricht: witzige Spieler und Courts, die auf allen Systemen hübsch in Szene gesetzt werden, die gelungene Spieldynamik und jede Menge Herausforderungen. Die ersetzen zwar einen ausgewachsenen Karrieremodus wie bei Virtua Tennis mitsamt Wertesteigerung nicht ganz, aber für unterhaltsame Runden taugen sie auf jeden Fall. Bunt, friedlich, spaßig – ein Ass von Sega.“

„Das Erfolgsrezept geht auch im Hause Sega voll auf. Man nehme eine Handvoll bekannter Franchises, garniere sie mit einer allseits beliebten Sportart und mische eine bewährte Spielengine darunter. Das Resultat macht Spaß und hält auch Einzelspieler eine ganze Weile bei Laune. Zumal Letztere quasi eine Art Minienzyklopädie des Sega-Universums durchlaufen. Schade, dass der Bewegungssteuerung etwas Feinschliff fehlt und der Multiplayer nicht zuletzt wegen des fehlenden Online-Modus zu kurz kommt. Im Endeffekt bekommen aber auch Nintendo-Spieler endlich ihr eigenes Virtua Tennis.“